# Ruth Smith
Ruth Smith Nielsen, född 5 april 1913 i Vágur på Suðuroy, död i grannbyn Nes 26 maj 1958, var en färöisk konstnär.
Ruth Smith, som bodde i Köpenhamn 1930–1948, utbildade sig på Høyers tegneskole och 1936–1944 på Kunstakademiets malerskole. Hon omtalas som Färöarnas mest betydande konstnär.
Hon avled vid en ensam simtur i havet den 26 maj 1958. Hennes konst finns samlad på bland annat Listasavn Føroya, savnið i Vágur och i Føroya banki.
Ruth Smith gifte sig 1945 med den danske arkitekten Poul Morell Nielsen. Paret hade två barn. Familjen flyttade 1949 till Färöarna.